# Peter Révai
Peter Révai (také znám jako Révay, Rewa, Réva) (2. února 1568 Holíč – 4. června nebo 17. července 1622 Trenčín) byl uherský magnát, jehož rodová panství se rozkládala v oblasti slovenského Turce a Záhorie, zemský hodnostář, voják, spisovatel, básník a historik.

## Životopis
Pocházel ze sklabinsko-blatnické linie rodu Révayů, jeho otec byl baron Michal Révai († 1587) a matka Anna Bakičová z Laku. Vzdělání získal na evangelických městských školách v Bardejově a ve Spiššské Nové Vsi, u jezuitů ve Vídni (1585–1587) a v letech 1589–1591 společně se svým bratrem Františkem II. Révaiem také ve Štrasburku, kde v posledním roce svého studia publikoval přinejmenším tři disputace včetně závěrečné De Mutuo Materiae. Svým vzděláním vynikal nad své urozené současníky, byl stoupencem filozofického učení Justa Lipsia a s řadou zahraničních vzdělanců korespondoval (mimo jiné též s Karlem starším ze Žerotína). V roce 1596 se oženil s Marií Forgáčovou. Od roku 1598 byl dědičným županem Turčianské stolice, od roku 1601 královským komisařem a poté zastával řadu dalších funkcí u dvora uherského panovníka i ve správě státu. Vrchol jeho kariéry spadá do období vlády císaře Matyáše Habsburského. Kromě filozofie měl rozsáhlý rozhled v historii, ovládal řečnické umění a řadu cizích jazyků. Vybudoval si rozsáhlou knihovnu a stal se uznávanou politicko-společenskou osobností. Vlivná byla i některá jeho literární díla. Bojoval ve válce s Osmanskou říší (Ostřihom, Vyšehrad, Fiľakovo, Nógrád). Stal se také jedním z vedoucích představitelů evangelické šlechty a podporoval vydávání náboženské literatury. Stavebně obohatil své sídlo, kterým byl Sklabinský hrad, kde dal v prostoru druhého předhradí mezi lety 1610–1612 vybudovat nový kaštel, označený polyhistorem Matejem Belem za elegantní stavbu s výraznými mramorovými prvky. Zemřel v Trenčíně, pohřben byl v kostele svatého Martina v Martině. Většina jeho dětí zemřela brzy po narození, dospělosti se dožily pouze dvě, z nichž dcera Judita († 1643) se stala manželkou Pavla Nádasdyho, syna známé Alžběty Báthory. Syn Pavel se vyznamenal jako voják ve službách Ferdinanda III. a zemřel v roce 1635 během válečného tažení v Lotrinsku.

## Tvorba
Jeho básnické a historické dílo ovlivnilo pozdější slovenskou historiografii a bylo oceňováno také v době národního obrození. Literární talent začal Peter Révai projevovat již během studií ve Štrasburku, k jeho nejznámějším dílům patří v roce 1613 vydané pojednání De sacra corona regni Hungariae, které tematizuje uherskou státnost. Jeho nejrozsáhlejší dílo De monarchia et sacra corona regni Hungariae centuriae septem, věnované dějinám Uher, vyšlo teprve 37 let po jeho smrti zásluhou jeho příbuzného Ladislava III. Révaie. Jako první uherský historik vyzdvihoval Révai starobylost Slovanů. Ve svých dílech také prezentoval Uhersko jako mnohonárodnostní stát. S úředníky svého panství vedl korespondenci v kultivované slovenštině.

## Přehled díla
- 1591 De laudibus Ciceronis (přednáška na oslavu řečnictví)
- 1591 De Quattuor virtutibus cardinalibus (traktát)
- 1591 Disputatio de Mutuo Materiae
- 1592 De parricidio (pojednání o velezradě)
- 1613 De sacra corona regni Hungariae ritu, Virtuti, victoria, fortuna ... brevis Commentarius  (rozprava o uherské koruně)
- 1659 De monarchia et sacra corona regni Hungariae centuriae septem. Frankfurt am Main - Hanau